# Franz Krückl

Franz Krückl

Franz Xaver Krückl, vereinzelt auch Franz Krückel bzw. Franz Krükl, (* 10. November 1841 in Edelspitz, Südmähren; † 12. Januar 1899 in Straßburg, Deutsches Kaiserreich) war ein österreichischer Opernsänger (Bariton), Theaterschauspieler, Komponist und Gesangspädagoge mährischer Herkunft. 

## Leben
Bereits als Kind sang Krückl im Kirchenchor seiner Heimatstadt. Auf Empfehlung seines Stadtpfarrers kam er 1851 nach Wien, um sich bei der Hofkapelle zu bewerben. Aber erst nach zwei Ablehnungen wurde er per Dekret vom August 1855 zum k.k. österreichischen Hofkapell-Sängerknaben ernannt. Parallel zum üblichen Unterricht am Gräflich Löwenburgschen Konvikt lernte er Klavier und Geige spielen und bekam Gesangsunterricht. In Kompositionslehre wurde er samt Generalbass und Kontrapunkt ebenfalls unterrichtet. 
Aus dieser Zeit am Gymnasium stammen auch Krückls erste Versuche Theater zu spielen; erst in reinen Schulveranstaltungen, später dann kamen auch kleinere Statistenrollen in „richtigen“ Inszenierungen dazu. Tief beeindruckt war er auch von den Muster-Aufführungen der Hofkapelle bzw. der Wiener Tonkünstler-Gesellschaft. Aus diesen Erlebnissen heraus entstanden Krückls erste Kompositionen; darunter eine Messe, die inklusive Graduale und Offertorium am 8. November 1856 in der Pfarrkirche von Klosterbruck erstmals aufgeführt wurde. 
Nach Erreichen der Matura (Abitur) begann Krückl 1858 an der Universität Wien Rechtswissenschaften zu studieren; 1863 beendete er dieses Studium mit einer Promotion. Sofort im Anschluss daran fand er eine Anstellung im Staatsdienst. Diese Stellung kündigte er bereits im darauffolgenden Jahr und wurde Teilhaber in einer Wiener Anwaltskanzlei. 
Als Mitglied des akademischen Gesangsvereins nahm er private Gesangsstunden bei Hofkapellmeister Felix Otto Dessoff, später kam dann noch Schauspielunterricht bei Hofschauspieler Joseph Wagner dazu. 1868 legte Krückl alle seine Mandate nieder und gab seinen Beruf als Anwalt auf. Mit Hilfe und Unterstützung seiner beiden Lehrer konnte er am 10. März 1868 am Stadttheater von Brünn sehr erfolgreich als „Ashton“ debütieren. 
Von dort holte man ihn ans Hoftheater nach Kassel, wo er am 12. Mai 1868 erstmals zu sehen war. 1871 wechselte Krückl ans Stadttheater Augsburg und wirkte dort bis 1874; gelegentlich auch als Regisseur. Im Juni 1871 traf sich Krückl mit seinen Kollegen Ludwig Barnay und Ernst Gettke in Weimar um die Genossenschaft Deutscher Bühnen-Angehöriger zu gründen. 
1874 ging er für sieben Jahre an das Stadttheater nach Hamburg. Dort machte er die Bekanntschaft von Angelo Neumann, der ihn für sein reisendes Wagner-Ensemble engagierte (zwischen 1882 und 1883 über 130 Ring-Vorstellungen in 58 Städten). 
1883 verließ Krückl Hamburg und ließ sich in Frankfurt am Main nieder. Dort betraute man ihn bis 1892 mit einem Lehrauftrag am Hochschen Konservatorium. Im Sommer 1892 nahm er einen Ruf als künstlerischer Leiter ans Stadttheater Straßburg an. Dort konnte er am 12. Mai des darauffolgenden Jahres – bejubelt vom Publikum – sein 25-jähriges Bühnen-Jubiläum feiern. 
Kurz nach seinem 58. Geburtstag starb Franz Krückl am 12. Januar 1899 in Straßburg und fand dort auch seine letzte Ruhestätte.

## Veröffentlichungen
- Das deutsche Theater und sein gesetzlicher Schutz. Eine Denkschrift. Genossenschaft Dt. Bühnenangehöriger, Berlin 1882.

## Rollen (Auswahl)
- Ashton – Lucia di Lammermoor (Gaetano Donizetti)
- Carlos – Ernani (Giuseppe Verdi)
- Luna – Der Troubadour (Giuseppe Verdi)

## Schüler (Auswahl)
- Robert Bartram, Rudolf Moest